# Lismore (Irland)

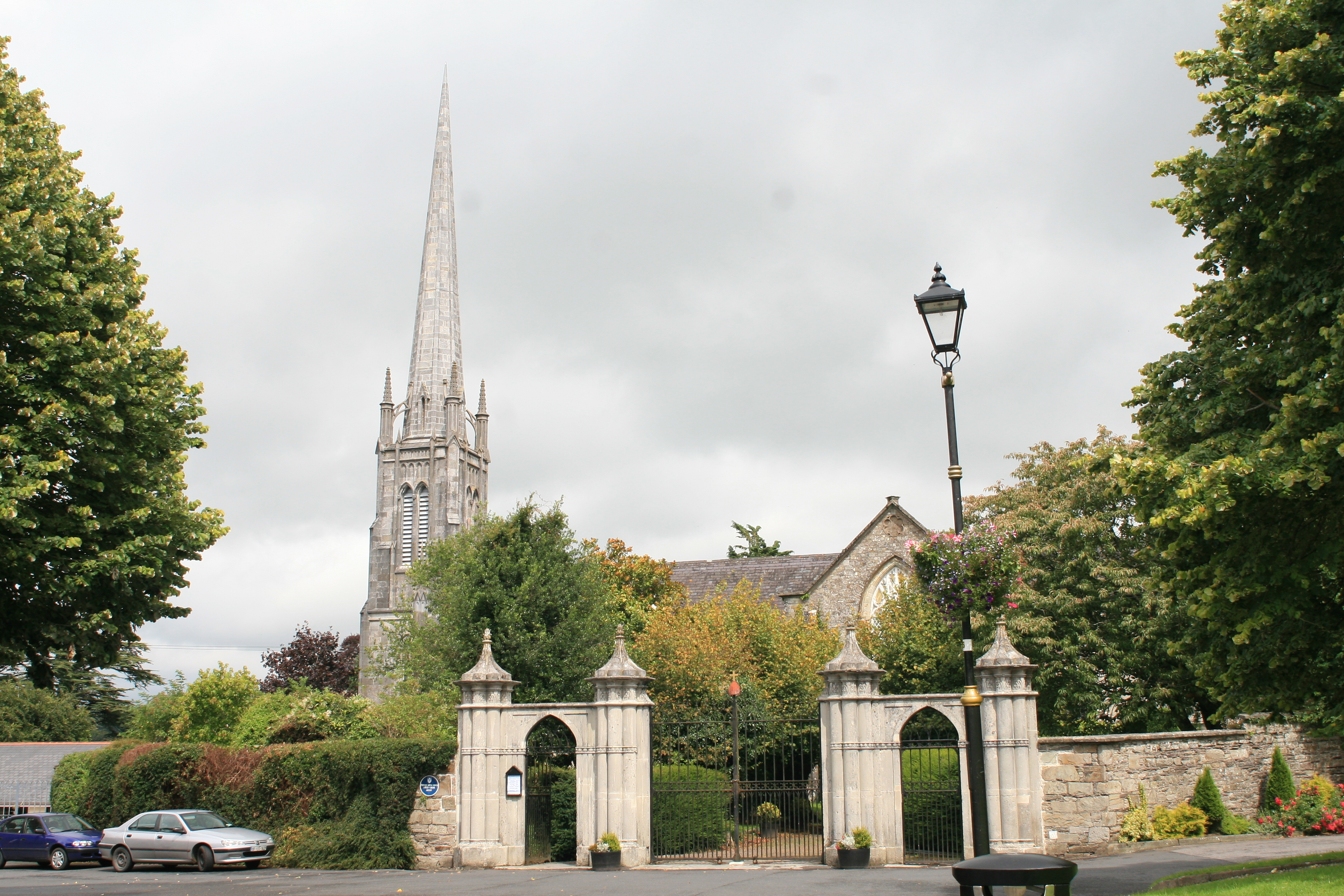
St. Carthage’s Cathedral (2007)

Lismore (irisch Lios Mór, älter auch irisch Lios Mór Mochuda; d. h. „Mochudas große Einfriedung“) ist eine Stadt im County Waterford im Süden der Republik Irland.

## Geschichte
Gegründet wurde Lismore vom Heiligen Mochuda (altirisch Mo Chutu mac Fínaill), auch bekannt als Carthach von Lismore (~555–637). Im Jahr 635 oder 636 begründete Mochuda dort ein Kloster, dessen Schule überregionale Bedeutung gewann. Lismore wurde bereits vor der Synode von Rathbreasail im Jahr 1111 Bischofssitz. Die heute der Church of Ireland als Bischofssitz dienende Sankt-Mochutu-Kathedrale geht auf das 13. Jahrhundert zurück, wurde später jedoch mehrfach umgebaut.
An der Stelle des früheren Klosters befindet sich heute das Lismore Castle. Der in Ardpatrick 1129 verstorbene Erzbischof von Armagh Cellach Mac Aodh wurde entsprechend seinem testamentarischen Wunsch in Lismore beigesetzt. 1627 wurde dort der bedeutende Universalgelehrte Robert Boyle geboren und 1814 das Book of Lismore wiederentdeckt, ein Manuskript aus dem frühen 15. Jahrhundert.
Im September 2006 wurde von der Internationalen Astronomischen Union ein Krater in der Chryse Planitia auf dem Mars nach der Stadt benannt.

## Geografie und Verkehr
Lismore liegt im Westen der Grafschaft Waterford, nahe der Grenze zum County Cork, am River Blackwater auf der N72 zwischen Dungarvan und Fermoy (wo die N72 auf die N8 nach Cork City trifft). Über eine Regionalstraße ist Lismore mit dem nordöstlich gelegenen Clonmel auf der N24 verbunden. Bei der Volkszählung 2022 lebten 1374 Menschen in Lismore.

## Kultur
In Lismore findet jährlich das Blackwater Valley Opera Festival statt.

## Städtepartnerschaft
Lismore ist durch eine Partnerschaft verbunden mit Lismore (New South Wales) in Australien.

## Persönlichkeiten
- Robert Boyle (1627–1692), Naturforscher, Philosoph und Theologe
- Edmund Duggan (1862–1938), australischer Schauspieler und Dramatiker